# Seuneubok Lhong
Seuneubok Lhong is een bestuurslaag in het regentschap Bireuen van de provincie Atjeh, Indonesië. Seuneubok Lhong telt 721 inwoners (volkstelling 2010).